# Sipora Jaya
Sipora Jaya is een bestuurslaag in het regentschap Kepulauan Mentawai van de provincie West-Sumatra, Indonesië. Sipora Jaya telt 1600 inwoners (volkstelling 2010).